# Estornell de collar blanc
L'estornell de collar blanc
(Grafisia torquata) és una espècie d'ocell de la família dels estúrnids (Sturnidae), únic membre del gènere monofilètic Grafisia. Es troba de forma fragmentada a Camerun, Txad, República Centreafricana i República Democràtica del Congo. Habita les sabanes seques i els herbassars d'altura. El seu estat de conservació es considera de risc mínim.